# Équipe de Tchécoslovaquie olympique de football
Maillots
L'équipe de Tchécoslovaquie olympique de football est la sélection nationale des joueurs de football tchécoslovaques représentant le pays aux Jeux olympiques, de 1920 jusqu'à la dissolution du pays en 1993. Du fait du statut olympique amateur, elle se distingue de la sélection A. 
La Tchécoslovaquie remporte la médaille d'or en 1980 à Moscou.

## Histoire
La sélection tchécoslovaque participe à seulement quatre Olympiades. En 1920 à Anvers, à une époque où sélection A et olympique se confondent, les Tchécoslovaques se qualifient pour la finale mais abandonnent en cours de partie en protestation contre l'arbitrage : la Tchécoslovaquie est disqualifiée et rentre à la maison sans médaille. En 1964 à Tokyo, elle remporte la médaille d'argent. En 1968 à Mexico, elle est éliminée au premier tour malgré une large victoire contre la Thaïlande 8 à 0. C'est en 1980 à Moscou, que la Tchécoslovaquie remporte enfin le titre olympique en battant l'Allemagne de l'Est en finale, 1-0.
Après la dissolution de la Tchécoslovaquie en 1993, l'équipe nationale olympique laisse la place à deux nouvelles sélections indépendantes : la sélection tchèque, héritière principale, et la sélection slovaque.

## Palmarès
- Médaille d'or en 1980
- Médaille d'argent en 1964